# Otok Jidula do rt Ovčjak; prolaz V. Ždrelac
Otok Jidula do rt Ovčjak; prolaz V. Ždrelac este o arie protejată (sit de importanță comunitară — SCI) din Croația întinsă pe o suprafață de 283,43 ha, integral marine.

## Localizare
Centrul sitului Otok Jidula do rt Ovčjak; prolaz V. Ždrelac este situat la coordonatele 44°09′03″N 15°03′38″E / 44.150779°N 15.060546°E.

## Înființare
Situl Otok Jidula do rt Ovčjak; prolaz V. Ždrelac a fost declarat sit de importanță comunitară în iulie 2013 pentru a proteja un număr necunoscut de specii din flora spontană și fauna sălbatică aflate în arealul zonei.

## Biodiversitate
Situată în ecoregiunea marină mediteraneană, aria protejată conține 1 habitat natural: Straturi cu Posidonia (Posidonion oceanicae).
La baza desemnării sitului se află un număr nedeclarat de specii protejate.